# Box (sitio web)
Box Inc. (antes  Box.net ) es un sitio web en línea de intercambio de archivos en la nube, de gestión de contenidos de servicios para empresas. La compañía adoptó un modelo de negocio Freemium, y ofrece hasta 10 GB de almacenamiento gratuito para cuentas personales con un límite de 250 MB por archivo. Una versión móvil del servicio está disponible para dispositivos: Android, BlackBerry, iOS, WebOS y Windows Phone.  La compañía tiene su sede en Los Altos (California). Tiene directorio de contactos disponible para sus usuarios.

## Productos
El núcleo del servicio se basa en compartir, colaborar y trabajar con archivos que se suben a Box. Box ofrece 3 tipos de cuenta: Empresariales, comerciales y personales. En función del tipo de cuenta, box tiene características tales como capacidad de almacenamiento ilimitada, personalización de marca y los controles administrativos. Hay terceras integraciones partiendo con aplicaciones como los de Google aplicaciones, NetSuite y Salesforce.

## Financiación
Box recibió Inversor angelical de Mark Cuban en 2005, y luego levantó una Serie A ronda de 1,5 millones de dólares Draper Fisher Jurvetson en 2006. A finales de 2007, se planteó una ronda de serie B de $ 6 millones, y otros $ 7,1 millones en 2009 a partir de EE. UU. Venture Partners y Draper Fisher Jurvetson, con lo que la inversión total subió a 14,6 millones de dólares.
En octubre de 2009, Box adquirió Increo Solutions, y el promotor de documento de colaboración en línea y herramientas de visualización Backboard y Embedit.in. Como resultado de esta adquisición, Box puso en marcha dos nuevas funciones en enero de 2010: un visor de contenido integrado y la posibilidad de incorporar estos archivos en cualquier lugar de la web.
En 2011, la compañía cerró una financiación 48.000.000 de dólares dirigida por Meritech Capital Partners, Andreessen Horowitz, y Emergence Capital Partners. de los 48 millones incluidos, 10 millones en financiación de la deuda de Hercules Tecnología Growth Capital  "No había límite de capital y podríamos haber conseguido más", dijo el Sr. Levie. Más tarde ese mismo año, box cerró con un total de $ 81 millones, ronda de financiación con inversores incluyendo SAP y salesforce.com. Los ingresos en 2011 fueron vistos por Will Smale de BBC Noticias como " no está mal", teniendo en cuenta la fecha de fundación de la compañía en 2005.
A mediados de 2012, box levantó 125 millones de dólares a partir de General Atlantic y algunos de los partidarios anteriores de la compañía, el valor de box está entre $1.2 a $1.5 billones.
De acuerdo con un documento público presentado en octubre de 2013, la compañía elevará una nueva ronda de financiación de $ 100 millones.

## OpenBox
En diciembre de 2007 la compañía anunció OpenBox, que conecta el contenido de Box con otras aplicaciones y servicios basados en web. Se incluyeron los servicios en línea EchoSign, Autodesk, Zoho, ThinkFree, Scribd, Picnik, Zazzle, Twitter y Myxer. Desde entonces, OpenBox añadió NetSuite, Salesforce, Google Apps, FedEx, MindMeister, Fuze Meeting y otros.
OpenBox permite a los desarrolladores crear servicios que van a interactuar con los archivos de un usuario en Box.com. La Interfaz de programación de aplicaciones se aplicará a lo convencional XML.
Box anunció un programa en septiembre de 2009 para los desarrolladores para hacer el contenido móvil a disposición de otras aplicaciones y servicios.

## Recepción

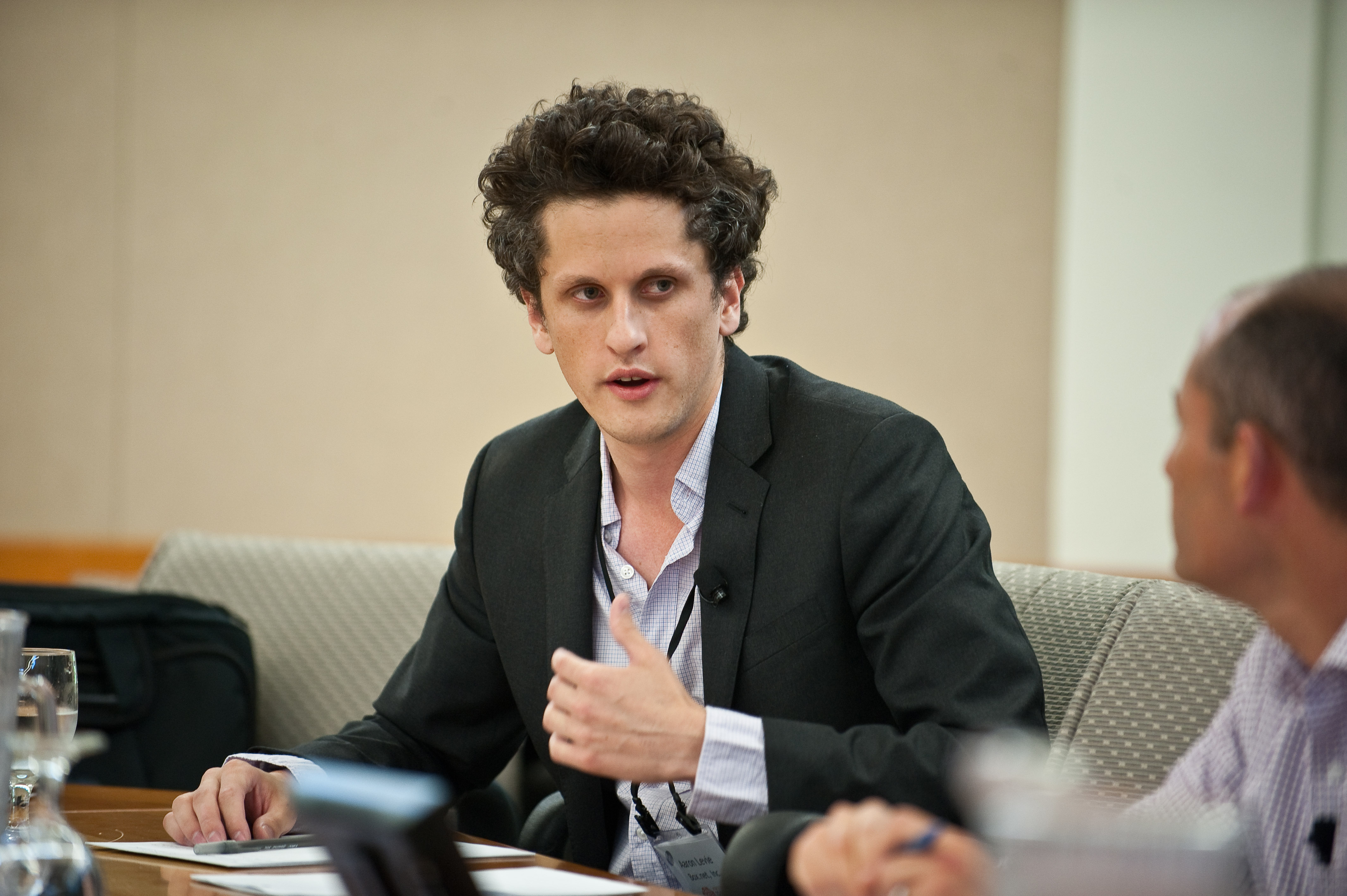
Aaron Levie habla en "La Nube Rises : lo nuevo de una tendencia de diez años de antigüedad" (Aspen Institute Campus)

En 2009, la compañía fue galardonada con el Premio de Silicon Valley / San Jose Business Journal Emerging Tech para la categoría de computación en la nube,  y era un ganador WebWare 100 Award en 2007 y 2008, y uno de AlwaysOn " mejores Compañías Privadas de AO" para 2007. Cofundadores Aaron Levie y Dylan Smith estuvieron entre las cinco finalistas en: Business Week "Mejores Empresarias 25 y la sección" ranking de 2009  , Box fue nominado "Mejor Empresa Start -up", Crunchie En 2010, y fue catalogado como uno de los " más calientes Empresas de Silicon Valley " por Lead411.
Director general de la compañía, Aaron Levie, artículos de blogs publicados en TechCrunch. El habló en eventos del sector de la compañía CFO, Dylan Smith., fue en un episodio de la serie de televisión realidad Millionaire Matchmaker en 2010.

## Compartir
Box es una red de intercambio de archivos, lo que ahorra y almacena la información cargada por el cliente a su sitio web. La empresa se reserva el derecho legal completo para las informaciones demográficas de sus clientes, las ventas y el tráfico a sus socios y anunciantes. A pesar de que la empresa no tiene derecho a dar, vender, alquilar, compartir o intercambiar información personal subido a su sitio web por parte de sus clientes a menos que el consentimiento es dado por el usuario de una cuenta, un tercero puede ser capaz de ver un poco de información (por la que algunos términos y políticas se han establecido, con el fin de proteger el sitio y los clientes hacia los extremos de establecer un funcionamiento completo, la red de intercambio de archivos informativo y bien organizado).
Con detalles privados de consentimiento del usuario (como nombre, dirección de correo electrónico, fotos y la información del perfil ) se pueden compartir con otros usuarios. Cualquier Persona también puede editar los archivos compartidos de una cuenta, cargar documentos y fotos a una carpeta de archivos compartidos (y así compartir esos documentos fuera de Box ), y dar a otros usuarios derechos para ver los archivos compartidos.